# Artrodese
Artrodese, também conhecida como anquilose artificial, é um procedimento realizado para aliviar dor intratável em uma articulação que não pode ser manejada com medicamentos ou outros tratamentos normalmente indicados.
Mais especificamente, trata-se da fusão óssea de qualquer articulação do corpo, destituindo-a de mobilidade. Na coluna vertebral, pode ser realizada na coluna cervical, torácica, lombar e lombo-sacra .
A artrodese pode ser realizada de várias maneiras:
- Um enxerto ósseo por ser feito usando osso retirado da própria pessoa ou de uma outra pessoa.
  - Enxento próprio geralmente é o preferido pelos cirurgiões, porque tanto elimina risco de rejeição como possibilita uma regeneração óssea. Nesse caso o enxerto funciona como matriz de novo osso que cresce unindo os dois pedaços. A única desvantagem do enxerto próprio é a limitação de retirar osso de outra parte do esqueleto.

## Indicações
O procedimento é indicado quando percebe-se uma instabilidade de segmentos, fraturas e quando é necessário remover todo o disco intervertebral, como no caso da hérnia.
O passo inicial da artrodese é a decorticação, ou seja, retira-se "lascas" do osso e põe enxerto com osso do paciente ou sintético.úrgico
A artrodese pode necessitar de parafusos , barras e pinos, no caso da coluna lombar. Pode ser feita com placa e parafusos ou placa e barras, na coluna cervical.
Após o procedimento cirúrgico, há necessidade de repouso relativo durante 3 meses, sendo permitidas e indicadas caminhadas moderadas, período em que há a fusão óssea. O uso de colete é opcional!